# 사창제
사창제(社倉制)는 조선 시대 양반 지주들이 자치적으로 곡식을 저장해두고 백성들에게 대여해주던 제도이다. 관에서 관리하는 백성구휼기구인 환곡제와 다른 점은 민간에서 관리한 기구라는 점이다. 조선 후기 흥선대원군이 삼정의 문란 중 가장 극심했던 환곡의 폐단을 개혁하기 위해 설치한 것으로, 리(里)를 단위로 보릿고개 때 곡식을 빌려 주는 사창을 설치하여 운영한 제도다.
보통 보릿고개 때 곡식을 빌려주고 추수를 하는 가을 정도에 이자를 조금씩 붙여서 돌려받았다.
1867년에 시행되었다.